# Liste der Kulturdenkmäler in Otterberg
In der Liste der Kulturdenkmäler in Otterberg sind alle Kulturdenkmäler der rheinland-pfälzischen Stadt Otterberg aufgeführt. Grundlage ist die Denkmalliste des Landes Rheinland-Pfalz (Stand: 21. Juli 2023).

## Einzeldenkmäler
| Bezeichnung                           | Lage                                                                   | Baujahr                              | Beschreibung | Bild                           |
| ------------------------------------- | ---------------------------------------------------------------------- | ------------------------------------ | --- | ------------------------------ |
| Stadtbefestigung                      | Lauerstraße, hinter Nr. 2–20, Johannisstraße, Fabrikstraße etc. Lage   | 12. und 13. Jahrhundert              | ehemalige Stadtmauer, aus der Klostermauer des 12. und 13. Jahrhunderts hervorgegangen, um 1580 erweitert | Fotos hochladen                |
| Wohnhaus                              | Bergstraße 2 Lage                                                      | 1771                                 | spätbarockes Wohnhaus mit Fachwerkteilen, bezeichnet 1771 | Fotos hochladen                |
| Wohnhaus                              | Bergstraße 9 Lage                                                      | 1780                                 | eingeschossiger spätbarocker Mansarddachbau mit Krüppelwalmen, bezeichnet 1780 | Fotos hochladen                |
| Giebelwand                            | Gerberstraße, an Nr. 2 Lage                                            | 13. Jahrhundert                      | Giebelwand eines mittelalterlichen Klostergebäudes, 13. Jahrhundert (?) | Fotos hochladen                |
| Portal und Grundstein                 | Gerberstraße, gegenüber Nr. 2 Lage                                     | 18. Jahrhundert                      | barockes Portalgewände, 1743, sowie Grundstein der Kirche, 1732 | Fotos hochladen                |
| Goethe-Schule                         | Hauptstraße 16 Lage                                                    | um 1890/1900                         | spätgründerzeitlicher Krüppelwalmdachbau, Neurenaissance, um 1890/1900 | Fotos hochladen                |
| Otfried-Preußler-Grundschule          | Hauptstraße 20 Lage                                                    | um 1900                              | ehemaliges Amtsgericht; Rotsandsteinquaderbau, Giebelrisalite, um 1900 | Fotos hochladen                |
| Stadtverwaltung                       | Hauptstraße 27 Lage                                                    | um 1886/90                           | sogenanntes Schlösschen; ehemaliges Direktionsgebäude der Aktiengesellschaft der Vereinigten Spinnereien und Zwirnereien Alost, Zweigniederlassung Otterberg; dreigeschossiger kubischer Gründerzeitbau mit Turmrisalit, um 1886/90 | Fotos hochladen                |
| Lutherisches Pfarrhaus                | Hauptstraße 35 Lage                                                    | 1752                                 | ehemaliges lutherisches Pfarrhaus; spätbarocker Fachwerkbau, bezeichnet 1752 | Fotos hochladen                |
| Gasthaus „Alt-Otterberg“              | Hauptstraße 44 Lage                                                    | Ende des 19. Jahrhunderts            | Gründerzeitbau, Ende des 19. Jahrhunderts, städtebaulich wichtig | Fotos hochladen                |
| Gasthaus                              | Hauptstraße 47 Lage                                                    | 1902                                 | ehemaliges Gasthaus; Renaissance-Motive, bezeichnet 1902, städtebaulich wichtig | Fotos hochladen                |
| Stadthaus                             | Hauptstraße 54 Lage                                                    | 1751                                 | Rathaus; spätbarocker Mansardwalmdachbau, 1751, Teile eines Vorgängers vom Ende des 16. Jahrhunderts | Fotos hochladen                |
| Wohn- und Geschäftshaus               | Hauptstraße 59 Lage                                                    | zweite Hälfte des 18. Jahrhunderts   | dreigeschossiges spätbarockes Fachwerkhaus, zweite Hälfte des 18. Jahrhunderts, Scheune und Nebengebäude | Fotos hochladen                |
| Alte Apotheke                         | Hauptstraße 61 Lage                                                    | 1608                                 | dreigeschossiger Fachwerkbau, 1608 | weitere Bilder Fotos hochladen |
| Gasthaus „Zur Krone“                  | Hauptstraße 68 Lage                                                    | 1778                                 | langgestreckter spätbarocker Fachwerkbau, bezeichnet 1778, Wirtschaftsgebäude | weitere Bilder Fotos hochladen |
| Portal                                | Hauptstraße, an Nr. 77 Lage                                            | 1791                                 | barocke Portalrahmung, bezeichnet 1791 | Fotos hochladen                |
| Inschrifttafel                        | Hauptstraße, an Nr. 82 Lage                                            | 1735                                 | Inschrifttafel, 1735 | Fotos hochladen                |
| Wohnhaus                              | Hauptstraße 85 Lage                                                    | 1754                                 | spätbarockes Wohnhaus, bezeichnet 1754 | Fotos hochladen                |
| Wohnhaus                              | Hauptstraße 95 Lage                                                    | 1799                                 | spätbarockes Fachwerkhaus, bezeichnet 1799 | Fotos hochladen                |
| Wohn- und Geschäftshaus               | Hauptstraße 96 Lage                                                    | 18. Jahrhundert                      | barockes Fachwerkhaus, 18. Jahrhundert | Fotos hochladen                |
| Hofanlage                             | Hauptstraße 98 Lage                                                    | 1769                                 | Hofanlage; spätbarockes Fachwerkhaus, bezeichnet 1769, Fachwerkscheune, bezeichnet 1764 | Fotos hochladen                |
| Wohnhaus                              | Hauptstraße 101 Lage                                                   | erste Hälfte des 19. Jahrhunderts    | spätklassizistisches Wohnhaus, Torfahrt, erste Hälfte des 19. Jahrhunderts | Fotos hochladen                |
| Wohnhäuser                            | Hauptstraße 105/105a Lage                                              | 18. und 19. Jahrhundert              | drei Handwerker-Wohnhäuser, 18. und 19. Jahrhundert | Fotos hochladen                |
| Friedhofskreuz und Grabmäler          | Johannisstraße, auf dem Friedhof Lage                                  | 18. bis 20. Jahrhundert              | Grabkreuz, barock, erste Hälfte des 18. Jahrhunderts; Grabmal, barock, 1755; Grabmal Familie Hoffmann, um 1900, Engel; Grabmal F. Stauch, klassizistisch, Anfang des 19. Jahrhunderts; Grabmal, klassizistisch, 1824; sechs barocke und klassizistische Grabmäler, 18. und erste Hälfte des 19. Jahrhunderts; Familien-Grabmal Klee und Cherdron, neuklassizistisch, 1920er Jahre; Friedhofskreuz, spätklassizistisch, bezeichnet 1841 | Fotos hochladen                |
| Blaues Haus                           | Kirchstraße 2 Lage                                                     | 1612                                 | Wohn- und Geschäftshaus, dreigeschossiger Fachwerkbau, bezeichnet 1612, 1840 Umbau | Fotos hochladen                |
| Simultanpfarrkirche Mariä Himmelfahrt | Kirchstraße 10 Lage                                                    | 1168 bis 1254                        | ehemalige Zisterzienserklosterkirche, spätromanische kreuzförmige Pfeilerbasilika, 1168 bis 1254 | weitere Bilder Fotos hochladen |
| Wohn- und Geschäftshaus               | Kirchstraße 11 Lage                                                    | erste Hälfte des 19. Jahrhunderts    | spätklassizistisches Wohn- und Geschäftshaus, erste Hälfte des 19. Jahrhunderts | Fotos hochladen                |
| Wohnhaus                              | Kirchstraße 12 Lage                                                    | 1773                                 | spätbarockes Wohnhaus, bezeichnet 1773 | Fotos hochladen                |
| Theis’sche Schmiede                   | Kirchstraße 15 Lage                                                    | 18. oder Anfang des 19. Jahrhunderts | auch Alte Schmiede; teilweise Fachwerk, 18. oder Anfang des 19. Jahrhunderts, vor 1820 (?) | Fotos hochladen                |
| Wohnhäuser                            | Kirchstraße 26/28 Lage                                                 | 19. Jahrhundert                      | zwei eingeschossige Wohnhäuser, 19. Jahrhundert | Fotos hochladen                |
| Pfarrhaus und Kapitelsaal             | Klosterstraße 17 Lage                                                  | zweite Hälfte des 12. Jahrhunderts   | ehemaliger Kapitelsaal; spätromanisch, zweite Hälfte des 12. Jahrhunderts; katholisches Pfarrhaus, eingeschossiger barocker Krüppelwalmdachbau, 1732 | Fotos hochladen                |
| Engel’sche Mühle                      | Lauerstraße 18 Lage                                                    | um 1662                              | Wohnhaus, zweigeschossiger Ganzfachwerkbau, datiert um 1662 | Fotos hochladen                |
| Wallonisches Pfarr- und Schulhaus     | Mühlstraße 11 Lage                                                     | 1720                                 | ehemaliges wallonisches Pfarr- und Schulhaus; barocker Walmdachbau, Fachwerk, bezeichnet 1720 | Fotos hochladen                |
| Wohnhaus                              | Mühlstraße 12 Lage                                                     | 1617                                 | Fachwerkhaus, im Kern von 1617 | Fotos hochladen                |
| Feuerwehrhaus                         | Otterstraße 1/3 Lage                                                   | um 1910                              | ehemaliges Feuerwehrhaus; Heimatstil, um 1910 | Fotos hochladen                |
| Messerschwanderhof                    | nördlich der Stadt Lage                                                | 18. Jahrhundert                      | Weilersiedlung mit barocken Fachwerk-Wohnhäusern des 18. Jahrhunderts; Nr. 1: erste Hälfte des 18. Jahrhunderts, in der Art einer Einfirstanlage mit Stall und Heuspeicher, mit wesentlichen Störungen; Nr. 2: bezeichnet HP RL 1748, geohrte Öffnungen im Erdgeschoss | Fotos hochladen                |
| Grenzstein                            | nördlich der Stadt an der Grenze mit Höringen und Heiligenmoschel Lage |                                      | Grenzstein, reliefiert, mittelalterlich | BW                             |
| Menhir                                | nördlich der Stadt an der Grenze mit Höringen und Heiligenmoschel Lage |                                      | Menhir, jungsteinzeitlich | Fotos hochladen                |
| Kriegerdenkmal                        | nördlich der Stadt auf dem Heiligenmoscheler Berg Lage                 | um 1900                              | Kriegerdenkmal 1870/71; Obelisk, um 1900 | Fotos hochladen                |
| Kriegergedenkstätte                   | nördlich der Stadt auf dem Heiligenmoscheler Berg Lage                 | 20. Jahrhundert                      | Kriegerdenkmal 1914/18, T-Kreuz, Sandstein; Kriegerdenkmal 1939/45, Schauwand, nach 1950 | Fotos hochladen                |
| Neumühle                              | nordöstlich der Stadt Lage                                             | zweite Hälfte des 19. Jahrhunderts   | Dreiflügelanlage, Rotsandstein, zweite Hälfte des 19. Jahrhunderts | Fotos hochladen                |
| Wegekreuz                             | nordwestlich der Stadt im Wald am Lauerhof Lage                        | 19. Jahrhundert                      | Wegekreuz, 19. Jahrhundert | Fotos hochladen                |